# دیوید د میگل
 دیوید د میگل (انگلیسی: David de Miguel؛ زاده ۷ فوریه ۱۹۶۵) یک تنیس‌باز اهل اسپانیا است.